# Pas de perçage (écran)
Pour les articles homonymes, voir Pitch.
Le pas de perçage (en anglais pitch)  désigne l'espace entre deux pixels d'un écran de télévision, ordinateur, etc. Il s'agit de la plus proche distance entre deux groupes distincts de luminophores — rouge, vert et bleu pris ensemble — constituant chacun un point élémentaire de l'écran (un pixel). Cette valeur indique la finesse de l'image : plus cette distance est réduite, plus le point est net et plus grande est la définition d'écran.

## Pas Vs définition d'écran
La taille de l'écran et son pas de perçage déterminent la définition d'écran maximale que l'on peut atteindre sans perte de qualité en ce qui concerne l'image. Le pas de masque, ou dot-pitch, définit le nombre de points par pouce physiquement attachés à l'écran et représente la distance qui sépare deux luminophores de même couleur.

## Pas et résolution d'écran
On peut déduire le pas de perçage directement comme l’inverse de la résolution d'écran, moyennant toutefois un facteur fixe dépendant de la géométrie des pixels, puisque le pas de perçage ne mesure une distance que sur un seul axe préférentiel, alors que la résolution d’écran indique une distance moyenne calculée comme la racine carrée de la densité de pixels par unité de surface.

## Mesure du pas
Ainsi, la mesure du pas de perçage se fait sur l'écartement diagonal entre deux éléments du masque, sauf pour les écrans Trinitron pour lesquels la mesure se fait sur l'écartement horizontal entre deux groupes d’éléments de la grille (en anglais aperture grill pitch), car ces écrans ne séparent pas verticalement les pixels (ce qui donne une résolution et une définition verticales ne dépendant pas de la grille mais de la largeur du faisceau d’électrons).
Ainsi un pitch inférieur ou égal à 0,28 mm sur les écrans à masque, et inférieur ou égal à 0,25 mm sur les écrans à grille est généralement conseillé pour les moniteurs d’ordinateur (observés à une distance d’environ 30 centimètres) pour ne plus distinguer les limites de pixels. Si la définition d'écran choisie offre plus de points que n'en a le masque, l'image perd beaucoup en netteté, et ce défaut peut être à l'origine de migraines[réf. souhaitée].

## Pas de perçage de l'écran et distance de lecture
Nous considérons qu’un écran géant LED est lisible à une certaine distance.
La distance de fusion est l'endroit où il sera impossible de distinguer les différents pixels, l'image sera parfaitement fusionnée.
Quelques exemples de distances de lecture et distance de fusion en fonction des pas de perçage :
- 1,25 mm : Image fusionnée à 4,30 m Distance confortable à 2,15 m
- 2 mm : Image fusionnée à 6,88 m Distance confortable à 3,44 m
- 2,5 mm : Image fusionnée à 8,60 m Distance confortable à 4,30 m
- 4 mm : Image fusionnée à 13,75 m Distance confortable à 6,88 m
- 6 mm : Image fusionnée à 20,63 m Distance confortable à 10,31 m
- 10 mm : Image fusionnée à 34,38 m Distance confortable à 7,19 m[3]